# Luis Fuentes (Fußballspieler, 1971)
Luis Alberto Fuentes Rodríguez (* 14. August 1971 in Petorca) ist ein ehemaliger chilenischer Fußballspieler. Der Innenverteidiger spielte 27-mal für die Nationalmannschaft Chiles, für die er vier Tore erzielte. 2004 wurde Fuentes zum Fußballer des Jahres in Chile gewählt.

## Karriere

### Vereinskarriere
Luis Fuentes begann seine Karriere bei Coquimbo Unido. 1999 wechselte er zum Ligakonkurrenten CD Cobreloa, mit denen er die Meisterschaften der Apertura 2003, Clausura 2003 und Clausura 2004 holte. Nach fast zehn Jahren bei Cobreloa spielte der Verteidiger erneut für Coquimbo, ging allerdings 2010 zu Deportes Iquique. Mit dem Zweitliga-Klub gelang ihm der Aufsteiger als Zweitliga-Meister und der Pokalsieg in der Copa Chile. 2012 ging Fuentes erneut zurück zu Coquimbo, wo er seinen Vertrag mit 41 Jahren noch einmal verlängerte und erst 2014 seine Karriere beendete.

### Nationalmannschaftskarriere
Für die chilenische Nationalmannschaft spielte Luis Fuentes erstmals am 31. Januar 1998 beim Carlsberg-Cup gegen Iran. Bei der Copa América 2001 schied Chile im Viertelfinale gegen Mexiko aus, nachdem sich das Team von Pedro García Barros in der Gruppenphase nach Siegen über Ecuador und Venezuela als Tabellenzweiter für die Finalrunde qualifiziert hatte. Der Defensivspieler spielte in den ersten beiden Gruppenspielen und im Viertelfinale über die volle Spielzeit. Im dritten Gruppenspiel gegen Kolumbien war er gelbgesperrt.
Bei der Copa América 2004 absolvierte Fuentes alle drei Gruppenspiele, Chile schied allerdings mit nur einem Punkt als Gruppenletzter der Vorrunde aus. Danach spielte Fuentes noch weitere Freundschafts- sowie Qualifikationsspiele für die Fußball-Weltmeisterschaft 2006, für die sich Chile nicht qualifizieren konnte. Im Qualifikationsspiel gegen Bolivien gelang dem Innenverteidiger beim 3:1-Erfolg ein Doppelpack. Sein letztes Länderspiel fand im Oktober beim 0:0 gegen Ecuador statt.

## Trainerkarriere
Noch während seiner letzten Karrierejahre schloss Fuentes am Instituto Nacional del Fútbol seine Ausbildung zum Fußballtrainer ab. Ab 2015 war er in den Jugendabteilung von Coquimbo Unido und CD Cobreloa tätig. Seit 2021 trainiert der frühere Nationalspieler neben der Jugendmannschaft auch die Frauenmannschaft von Cobreloa.

## Erfolge
CD Cobreloa
- Chilenischer Meister (3): 2003-A, 2003-C, 2004-C

Deportes Iquique
- Chilenischer Pokalsieger: 2010
- Zweitliga-Meister: 2010

## Auszeichnungen
- Fußballer des Jahres in Chile: 2004